# Olympische Sommerspiele 2000/Leichtathletik – Diskuswurf (Männer)

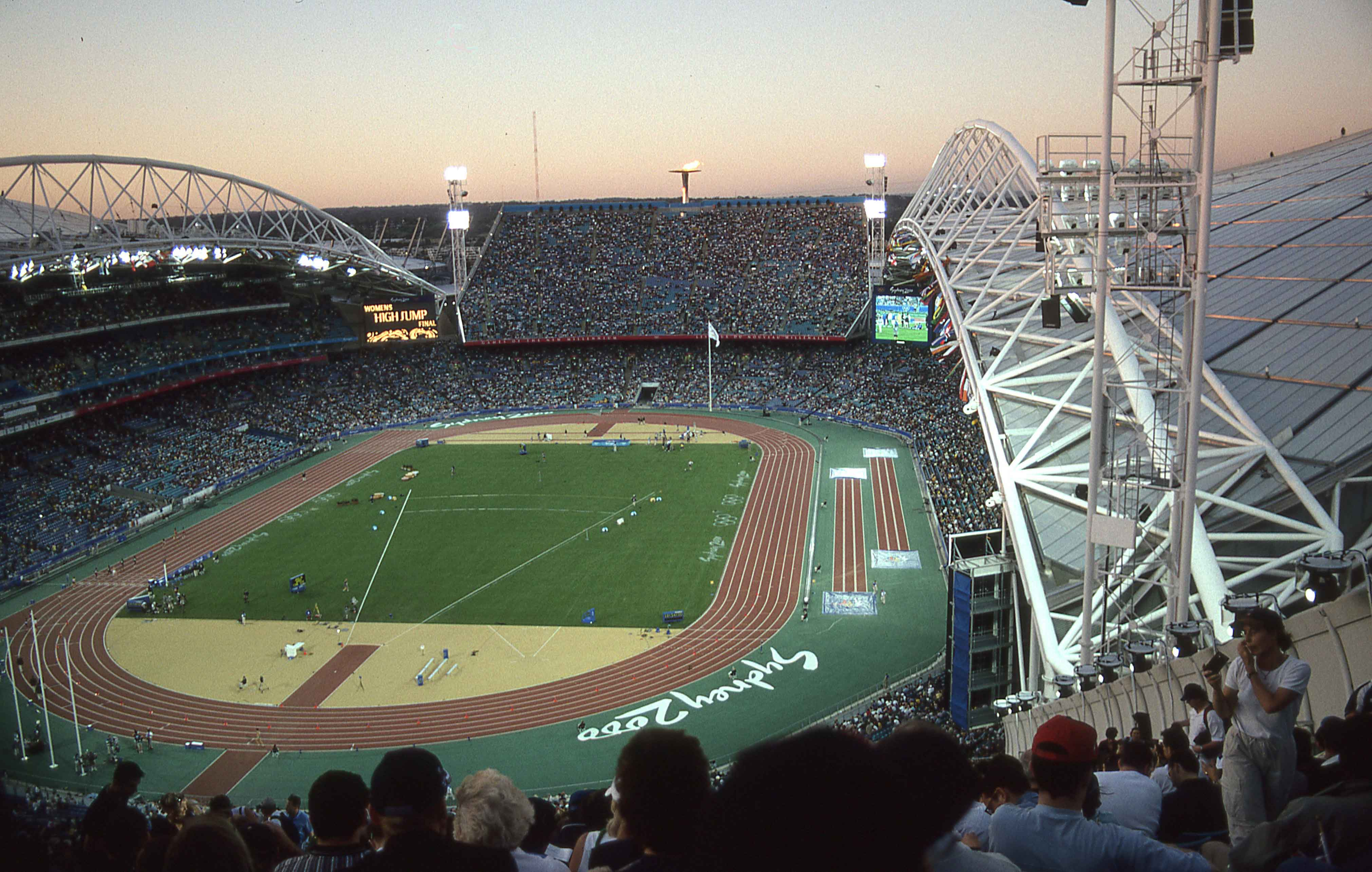
Das frühere ANZ Stadium von Sydney während der Olympischen Spiele 2000

Der Diskuswurf der Männer bei den Olympischen Spielen 2000 in Sydney wurde am 24. und 25. September 2000 im Stadium Australia ausgetragen. 45 Athleten nahmen teil.
Olympiasieger wurde der Litauer Virgilijus Alekna. Er gewann vor dem Deutschen Lars Riedel und dem Südafrikaner Frantz Kruger.
Mit Michael Möllenbeck und Jürgen Schult nahmen zwei weitere Deutsche am Wettkampf teil. Beide qualifizierten sich für das Finale. Schult wurde Achter, Möllenbeck Zehnter.

Athleten aus der Schweiz, Österreich und Liechtenstein nahmen nicht teil.

## Aktuelle Titelträger
| Olympiasieger 1996                      | Lars Riedel ( Deutschland)      | 69,40 m | Atlanta 1996    |
| Weltmeister 1999                        | Anthony Washington ( USA)       | 69,08 m | Sevilla 1999    |
| Europameister 1998                      | Lars Riedel ( Deutschland)      | 67,07 m | Budapest 1998   |
| Panamerikanischer Meister 1999          | Anthony Washington ( USA)       | 64,25 m | Winnipeg 1999   |
| Zentralamerika und Karibik-Meister 1999 | Kevin Brown ( Jamaika)          | 56,02 m | Bridgetown 1999 |
| Südamerika-Meister 1999                 | Marcelo Pugliese ( Argentinien) | 59,23 m | Bogotá 1999     |
| Asienmeister 2000                       | Anil Kumar ( Indien)            | 58,47 m | Jakarta 2000    |
| Afrikameister 2000                      | Frits Potgieter ( Südafrika)    | 60,35 m | Algier 2000     |
| Ozeanienmeister 2000                    | Hohepa Poihipi ( Neuseeland)    | 47,85 m | Adelaide 2000   |

## Rekorde

### Bestehende Rekorde
| Weltrekord         | 74,08 m | Jürgen Schult ( DDR)       | Neubrandenburg, Deutschland | 25. August 1991 |
| Olympischer Rekord | 69,40 m | Lars Riedel ( Deutschland) | Finale OS Atlanta, USA      | 31. Juli 1996   |

Der bestehende olympische Rekord wurde bei diesen Spielen nicht erreicht. Der weiteste Wurf gelang Olympiasieger Virgilijus Alekna in seinem fünften Versuch auf 69,30 m im Finale am 25. September. Damit blieb er nur zehn Zentimeter unter dem Olympia- und 4,78 m unter dem Weltrekord.

### Rekordverbesserung
Es gab einen neuen Kontinentalrekord:

68,19 m (Afrikarekord) – Frantz Kruger (Südafrika), Finale am 25. September, dritter Versuch

## Legende
Kurze Übersicht zur Bedeutung der Symbolik – so üblicherweise auch in sonstigen Veröffentlichungen verwendet:
| – | verzichtet |
| x | ungültig   |

Anmerkungen zu zwei Angaben:
- Alle Zeitangaben sind auf Ortszeit Sydney (UTC+10) bezogen.
- Alle Weiten sind in Metern (m) angegeben.

## Qualifikation
Für die Qualifikation wurden die Athleten in zwei Gruppen gelost. Sieben Teilnehmer (hellblau unterlegt) übertrafen die direkte Finalqualifikationsweite von 64,00 m. Damit war die Mindestanzahl von zwölf Finalteilnehmern nicht erreicht. So wurde das Finalfeld mit fünf weiteren Wettbewerbern (hellgrün unterlegt) aus beiden Gruppen nach den nächstbesten Weiten aufgefüllt und es reichten schließlich 62,72 m zur Finalteilnahme.

### Gruppe A
24. September 2000, 10:00 Uhr
| Platz | Name                      | Nation                       | 1. Versuch | 2. Versuch | 3. Versuch | Weite |
| ----- | ------------------------- | ---------------------------- | ---------- | ---------- | ---------- | ----- |
| 1     | Lars Riedel               | Deutschland                  | 68,15      | –          | –          | 68,15 |
| 2     | Frantz Kruger             | Südafrika                    | 67,54      | –          | –          | 67,54 |
| 3     | Wassil Kapzjuch           | Belarus                      | 65,90      | –          | –          | 65,90 |
| 4     | Dmitri Schewtschenko      | Russland                     | 62,82      | 63,09      | 65,29      | 65,29 |
| 5     | Uladsimir Dubrouschtschyk | Belarus                      | 64,03      | –          | –          | 64,03 |
| 6     | Jürgen Schult             | Deutschland                  | 63,76      | 60,97      | x          | 63,76 |
| 7     | Aleksander Tammert        | Estland                      | 63,52      | 61,84      | 60,90      | 63,52 |
| 8     | Li Shaojie                | Volksrepublik China          | 62,29      | x          | 59,71      | 62,29 |
| 9     | Magnús Hallgrímsson       | Island                       | 60,95      | 58,79      | 60,03      | 60,95 |
| 10    | Frank Casañas             | Kuba                         | 60,84      | x          | 60,79      | 60,84 |
| 11    | Libor Malina              | Tschechien                   | 59,38      | x          | 60,83      | 60,83 |
| 12    | Romas Ubartas             | Litauen                      | 60,43      | 60,50      | x          | 60,50 |
| 13    | Robert Weir               | Großbritannien               | 57,57      | x          | 60,01      | 60,01 |
| 14    | Olgierd Stański           | Polen                        | 59,31      | 58,06      | x          | 59,31 |
| 15    | Ian Winchester            | Neuseeland                   | 58,61      | 58,64      | x          | 58,64 |
| 16    | Leonid Tscharauko         | Belarus                      | 57,63      | x          | 58,32      | 58,32 |
| 17    | Dragan Mustapić           | Kroatien                     | 53,76      | 58,10      | x          | 58,10 |
| 18    | Mickaël Conjungo          | Zentralafrikanische Republik | x          | 57,85      | 55,60      | 57,85 |
| 19    | Marcelo Pugliese          | Argentinien                  | x          | 53,49      | 56,30      | 56,30 |
| 20    | John Menton               | Irland                       | x          | 54,21      | 50,95      | 54,21 |
| 21    | Roman Poltoratzkij        | Usbekistan                   | 45,40      | x          | 47,93      | 47,93 |
| NM    | Zoltán Kővágó             | Ungarn                       | x          | x          | x          | ogV   |
| NM    | Çary Mämmedow             | Turkmenistan                 | x          | x          | x          | ogV   |

In der Qualifikationsgruppe A ausgeschiedene  Diskuswerfer:

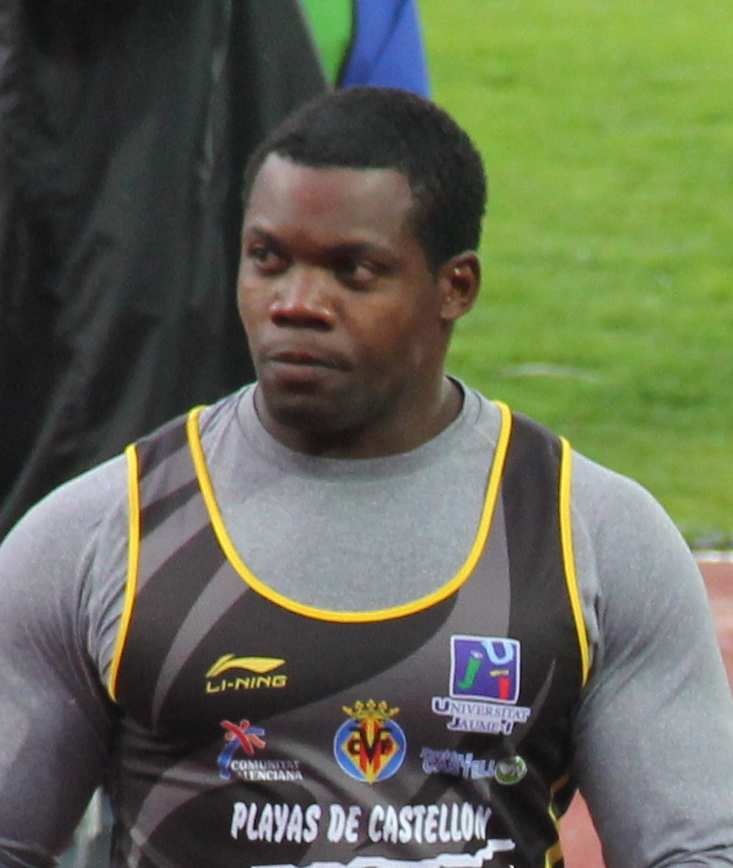
Frank Casañas – 60,84 m
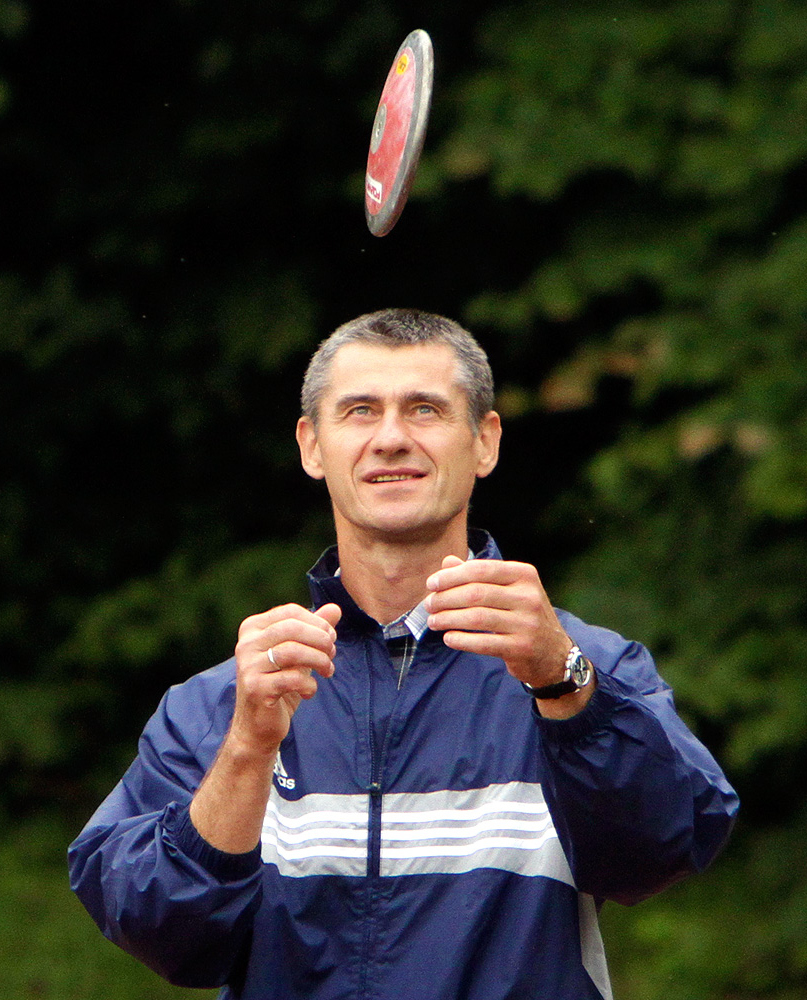
Romas Ubartas – 1992 Olympiasieger – 60,50 m
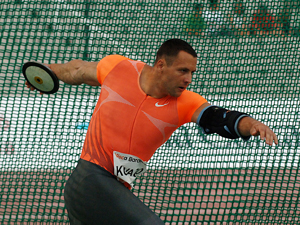
Zoltán Kővágó – drei ungültige Würfe

### Gruppe B

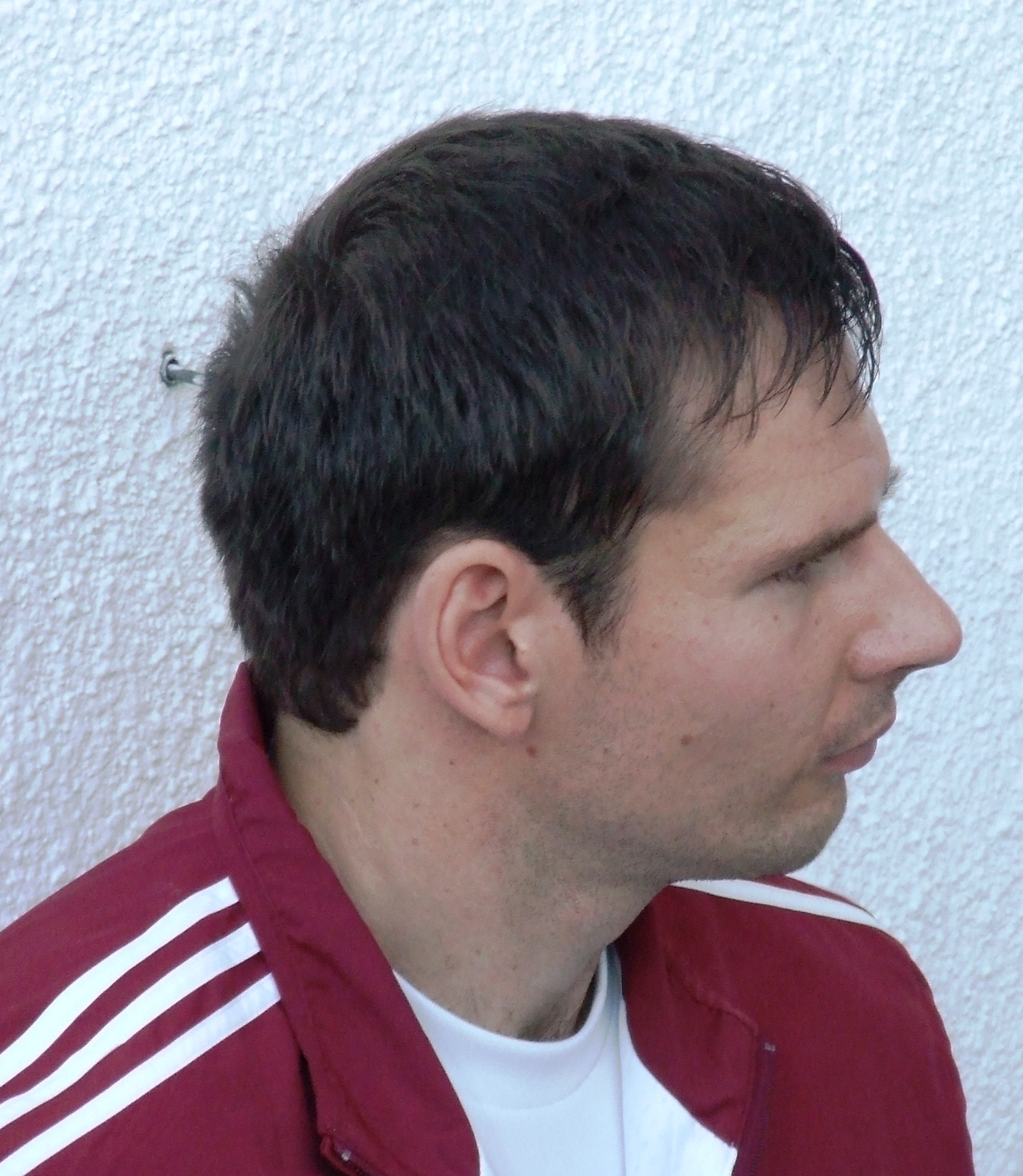
Gábor Máté – ausgeschieden in Qualifikationsgrupp B mit 60,86 m
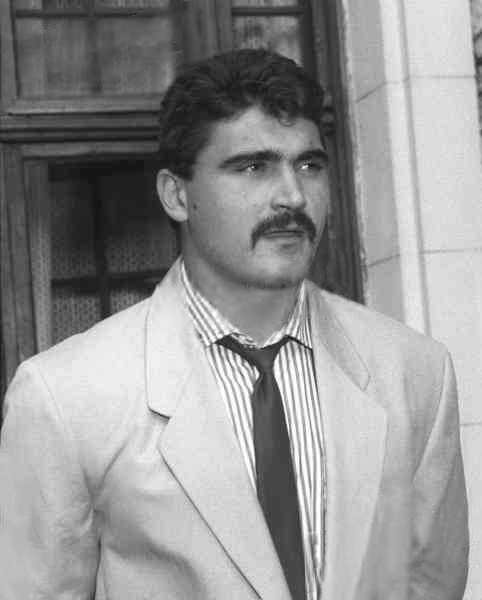
Costel Grasu – ausgeschieden in Qualifikationsgrupp B mit drei ungültigen Würfen

24. September 2000, 12:10 Uhr
| Platz | Name                    | Nation         | 1. Versuch | 2. Versuch | 3. Versuch | Weite |
| ----- | ----------------------- | -------------- | ---------- | ---------- | ---------- | ----- |
| 1     | Virgilijus Alekna       | Litauen        | 67,10      | –          | –          | 67,10 |
| 2     | Jason Tunks             | Kanada         | 64,40      | –          | –          | 64,40 |
| 3     | Adam Setliff            | USA            | x          | 63,25      | –          | 63,25 |
| 4     | Anthony Washington      | USA            | 62,82      | x          | x          | 62,82 |
| 5     | Michael Möllenbeck      | Deutschland    | 62,30      | 62,72      | 61,92      | 62,72 |
| 6     | Diego Fortuna           | Italien        | 60,12      | x          | 62,24      | 62,24 |
| 7     | Alexander Boritschewski | Russland       | 59,78      | 61,98      | 61,89      | 61,98 |
| 8     | Róbert Fazekas          | Ungarn         | x          | x          | 61,76      | 61,76 |
| 9     | John Godina             | USA            | 57,67      | 61,60      | x          | 61,60 |
| 10    | Frits Potgieter         | Südafrika      | 61,56      | 60,27      | 60,83      | 61,56 |
| 11    | David Martínez          | Spanien        | 61,50      | x          | 59,97      | 61,50 |
| 12    | Alexis Elizalde         | Kuba           | 57,75      | 61,13      | 59,96      | 61,13 |
| 13    | Joke Van Daele          | Belgien        | 60,89      | 60,93      | x          | 60,93 |
| 14    | Gábor Máté              | Ungarn         | 59,43      | 60,69      | 60,86      | 60,86 |
| 15    | Witali Sidorow          | Russland       | 58,32      | 59,43      | 60,65      | 60,65 |
| 16    | Vaclavas Kidykas        | Litauen        | 57,86      | 58,96      | 58,09      | 58,96 |
| 17    | Kirilo Tschuprinіn      | Ukraine        | x          | 58,38      | 57,32      | 58,38 |
| 18    | Nick Sweeney            | Irland         | 56,73      | 56,24      | 57,37      | 57,37 |
| 19    | Glen Smith              | Großbritannien | 56,22      | 55,31      | 54,36      | 56,22 |
| 20    | Rashid Shafi al-Dosari  | Katar          | x          | 54,47      | 53,32      | 54,47 |
| NM    | Jason Gervais           | Kanada         | x          | x          | x          | ogV   |
| NM    | Costel Grasu            | Rumänien       | x          | x          | x          | ogV   |
| DNS   | Chima Ugwu              | Nigeria        |            |            |            |       |

## Finale

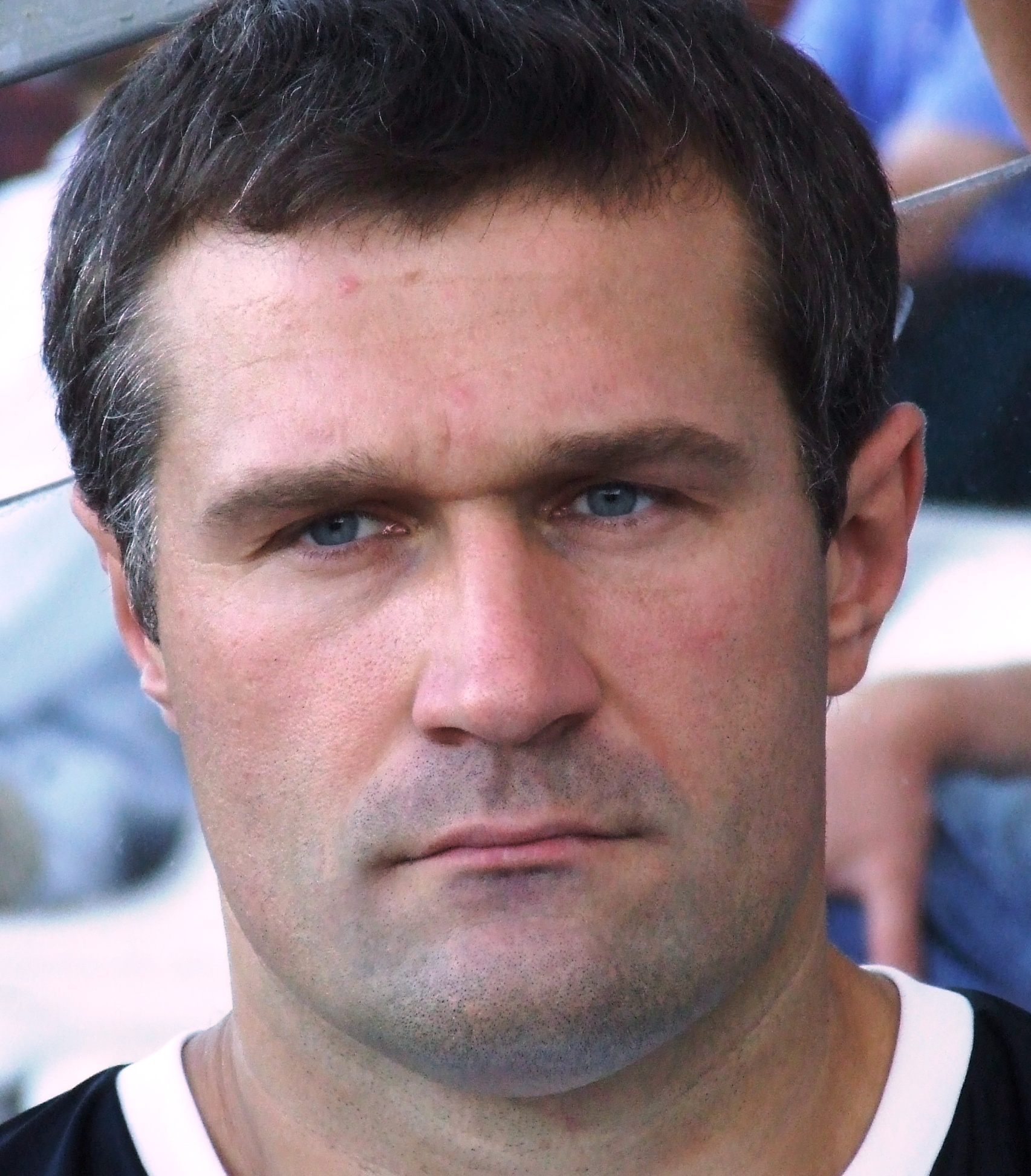
Der favorisierte Virgilijus Alekna gewann Gold

25. September 2000, 19.00 Uhr
| Platz | Name                      | Nation      | 1. Versuch | 2. Versuch | 3. Versuch | 4. Versuch                             | 5. Versuch                             | 6. Versuch                             | Endresultat | Anmerkung |
| ----- | ------------------------- | ----------- | ---------- | ---------- | ---------- | -------------------------------------- | -------------------------------------- | -------------------------------------- | ----------- | --------- |
| 1     | Virgilijus Alekna         | Litauen     | 58,55      | 67,54      | 68,73      | 66,64                                  | 69,30                                  | 64,78                                  | 69,30       |           |
| 2     | Lars Riedel               | Deutschland | 65,18      | x          | 68,50      | 68,08                                  | 67,33                                  | 63,87                                  | 68,50       |           |
| 3     | Frantz Kruger             | Südafrika   | 67,89      | x          | 68,19 AF   | 68,06                                  | x                                      | 62,72                                  | 68,19       | AF        |
| 4     | Wassil Kapzjuch           | Belarus     | 58,93      | 64,50      | 67,59      | 64,42                                  | 65,07                                  | 66,70                                  | 67,59       |           |
| 5     | Adam Setliff              | USA         | 60,50      | 66,02      | 64,72      | 65,10                                  | 63,10                                  | 61,99                                  | 66,02       |           |
| 6     | Jason Tunks               | Kanada      | 59,59      | 64,58      | 65,35      | x                                      | 65,80                                  | 64,38                                  | 65,80       |           |
| 7     | Uladsimir Dubrouschtschyk | Belarus     | 63,95      | 65,13      | x          | 64,32                                  | x                                      | 60,15                                  | 65,13       |           |
| 8     | Jürgen Schult             | Deutschland | x          | 60,83      | 63,34      | 64,41                                  | 62,63                                  | 61,96                                  | 64,41       |           |
|       |                           |             |            |            |            |                                        |                                        |                                        |             |           |
| 9     | Aleksander Tammert        | Estland     | 55,84      | 59,26      | 63,25      | nicht im Finale der besten acht Werfer | nicht im Finale der besten acht Werfer | nicht im Finale der besten acht Werfer | 63,25       |           |
| 10    | Michael Möllenbeck        | Deutschland | 61,19      | 60,13      | 63,14      | nicht im Finale der besten acht Werfer | nicht im Finale der besten acht Werfer | nicht im Finale der besten acht Werfer | 63,14       |           |
| 11    | Dmitri Schewtschenko      | Russland    | x          | x          | 62,65      | nicht im Finale der besten acht Werfer | nicht im Finale der besten acht Werfer | nicht im Finale der besten acht Werfer | 62,65       |           |
| 12    | Anthony Washington        | USA         | x          | x          | 59,87      | nicht im Finale der besten acht Werfer | nicht im Finale der besten acht Werfer | nicht im Finale der besten acht Werfer | 59,87       |           |

Für das Finale hatten sich zwölf Athleten qualifiziert, sieben von ihnen über die Qualifikationsweite, weitere fünf über ihre Platzierungen. Aufeinander trafen drei Deutsche, je zwei US-Amerikaner und Weißrussen sowie jeweils ein Teilnehmer aus Estland, Kanada, Litauen, Russland und Südafrika.
Die Olympiasieger der vergangenen drei Spiele waren hier in Sydney dabei. Während die Sieger von 1996 und 1988, die beiden Deutschen Lars Riedel (1996) und Jürgen Schult (1988), damals für die DDR am Start, das Finale erreichten, scheiterte der Sieger von 1992 Romas Ubartas aus Litauen in der Qualifikation. Als Favorit trat dessen Landsmann Virgilijus Alekna an, der im vorolympischen Saisonverlauf glänzende Weiten erzielt hatte. Seine stärksten Gegner waren Lars Riedel, unter anderem auch amtierender Europameister und WM-Dritter, der US-amerikanische Weltmeister Anthony Washington, Jürgen Schult, unter anderem auch Vizeweltmeister und Vizeeuropameister, sowie der Südafrikaner Frantz Kruger.
Gleich in der ersten Runde gab es mit 67,89 m ein erstes Highlight durch Kruger, der sich damit an die Spitze setzte. Riedel folgte mit 65,18 m. Alekna verbesserte sich im zweiten Versuch auf 67,54 m und zog damit an Riedel vorbei. Auch der US-Amerikaner Adam Setliff konnte sich mit 66,02 m jetzt vor dem Deutschen platzieren. Im dritten Durchgang verbesserte sich Kruger weiter auf 68,19 m, wurde jedoch von Riedel mit 68,50 m und Alekna mit 68,73 m auf Platz drei verdrängt. Der Weißrusse Wassil Kapzjuch setzte sich mit 67,59 m Rang vier. Diese Reihenfolge hatte bis zum Wettkampfende Bestand. Virgilijus Alekna steigerte sich im fünften Versuch noch auf 69,30 m und wurde damit seiner Favoritenrolle vollauf gerecht. Lars Riedel gewann die Silbermedaille, Frantz Kruger Bronze. Die Plätze vier bis sechs belegten Wassil Kapzjuch, Adam Setliff und der Kanadier Jason Tunks. Der Weißrusse Uladsimir Dubrouschtschyk wurde Siebter vor Jürgen Schult.
Frantz Kruger gewann die erste Medaille für Südafrika im Diskuswurf.

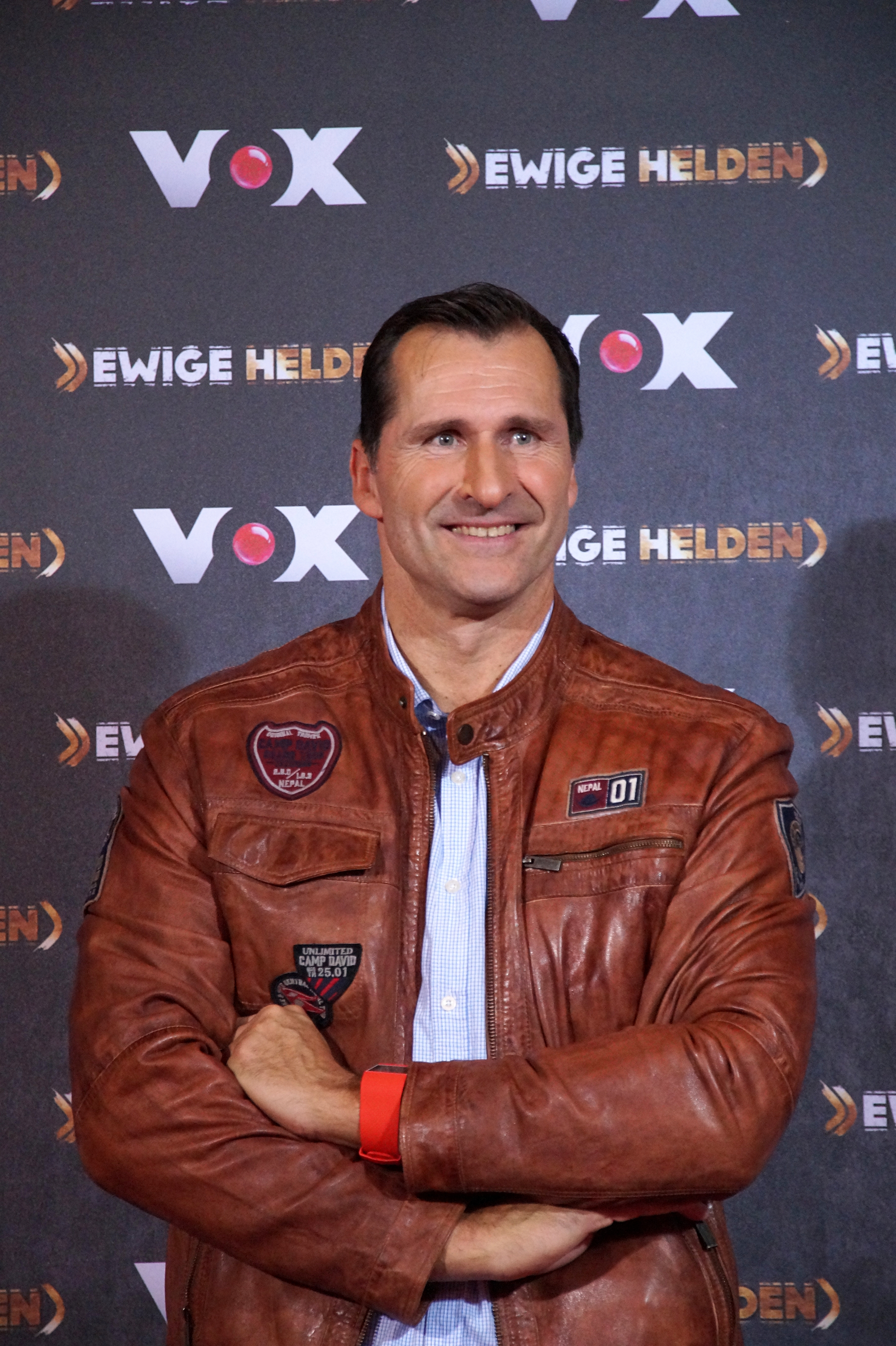
Silbermedaillengewinner Lars Riedel
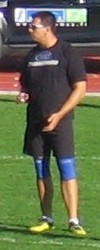
Frantz Kruger gewann die Bronzemedaille

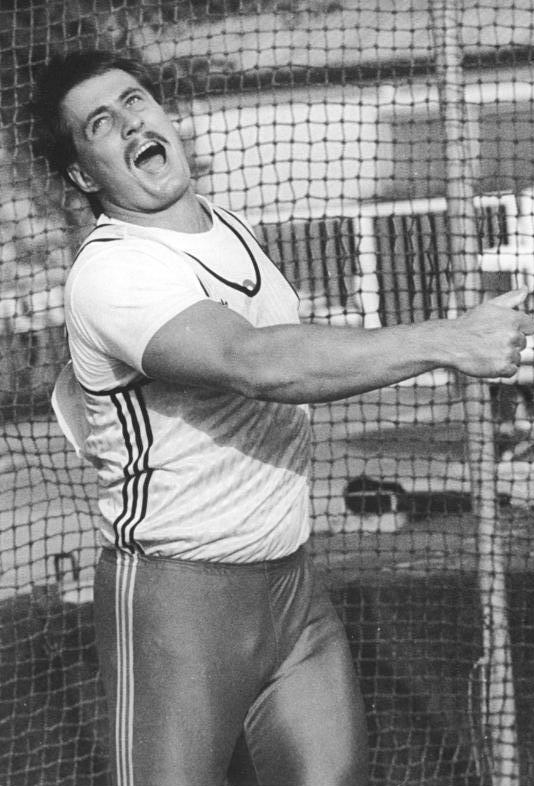
Der Olympiaachte Jürgen Schult
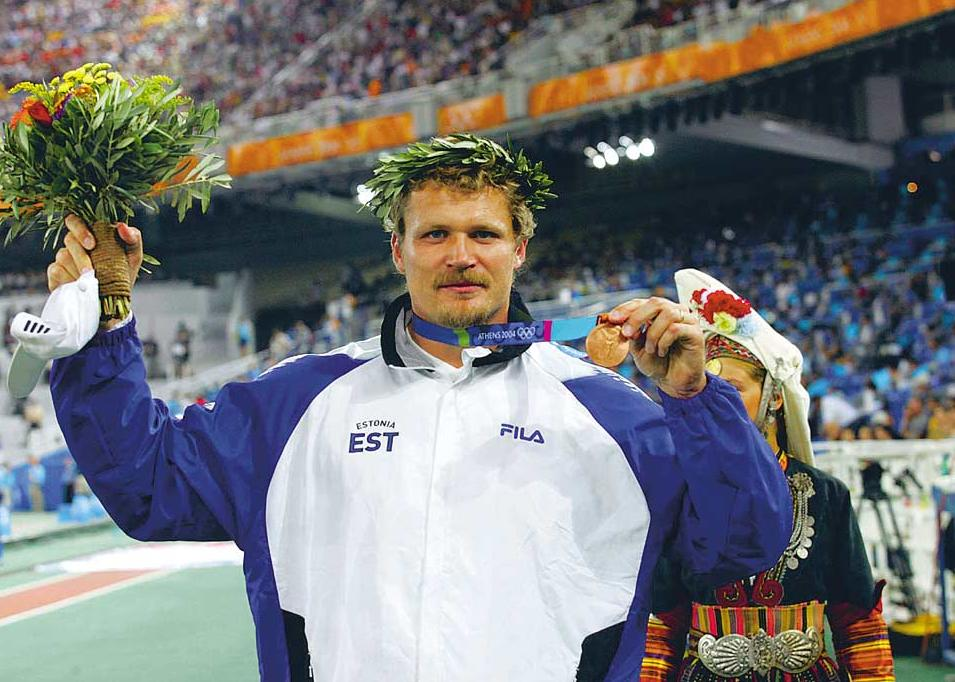
Aleksander Tammert belegte im Finale Rang neun
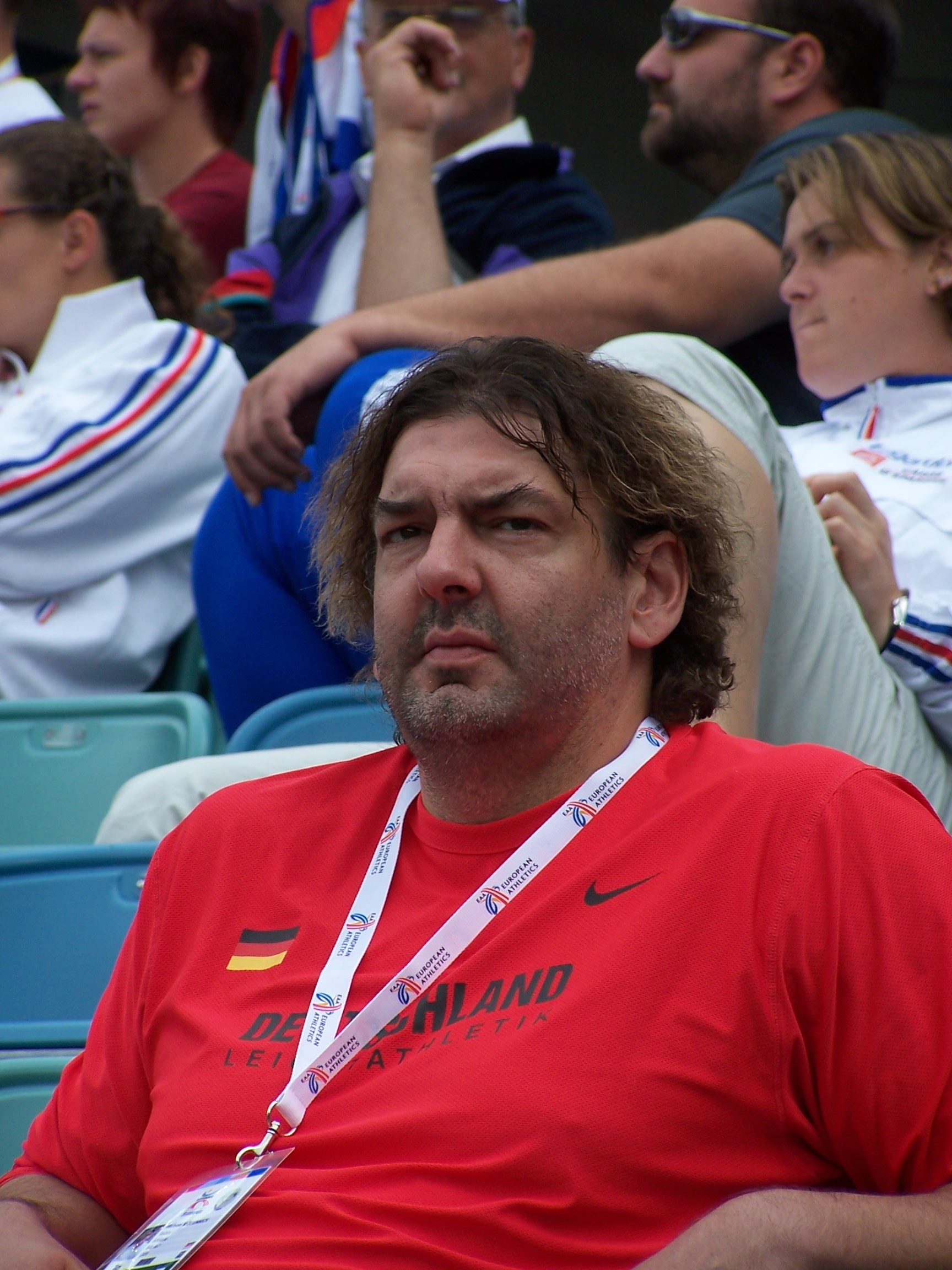
Michael Möllenbeck wurde Olympiazehnter

## Video
- Olympics 2000 discus throw, youtube.com, abgerufen am 1. Februar 2022